# Горкунов, Михаил Степанович
Михаил Степанович Горкунов (1915—1943) — капитан Рабоче-крестьянской Красной Армии, участник Великой Отечественной войны, Герой Советского Союза (1943).

## Биография
Герой Советского Союза Горкунов Михаил Степанович родился 5 сентября 1915 года в селе Надеждино ныне Близнюковского района Харьковской области Украины в бедной крестьянской семье. Украинец.
Окончил Надеждинскую семилетнюю школу и Панютинскую школу фабрично-заводского ученичества (ФЗУ).  Три года работал слесарем-лекальщиком на заводе тяжелого машиностроения в городе Краматорске  Донецкой области Украины. 
По вечерам занимался в местном аэроклубе. Молодой ударник производства был комсомольцем–активистом, организатором физкультурных мероприятий, участником художественной самодеятельности. Михаил принадлежал к поколению, которое без страха подставляло грудь ветру перемен и с гордостью утверждало, что оно родилось, чтобы «сказку сделать былью». И неудивительно, что именно авиация с её поэзией полетов и техническими достижениями стала подлинным призванием для молодого рабочего. Именно она помогла Михаилу в полной мере реализовать его человеческие и профессиональные качества. После окончания Краматорского аэроклуба Горкунов, в числе самых способных курсантов, был направлен для продолжения учёбы в Ворошиловградскую школу военных летчиков имени Пролетариата Донбасса.
В Красной Армии с 1937 года. Несмотря на молодость, уже в школе Михаил проявил себя как умелый, талантливый летчик. В 1938 году окончил Ворошиловградскую военную авиационную школу пилотов. До начала войны служил в одной из авиационных частей (предположительно в 6-м ТБАП, входившем в состав 132-й БАД ) на аэродроме Сандар (Марнеули) Грузинская АССР, расположенном в 30 км к югу от Тбилиси недалеко от границ Армении и Азербайджана.
Участник Великой Отечественной  войны с декабря 1941 года. В 1941 году стал членом ВКП(б). С 11 декабря 1941 г. командир  звена 152-й отдельной армейской разведывательной авиаэскадрильи на Крымском фронте. 
С самого начала боевых вылетов дерзко и изящно ведет он смертельную игру с противником, каждый раз выходя победителем. Многие документальные описания боевых действий Горкунова воспринимаются как легенда, с трудом верится, что человек, сражаясь в таких условиях, мог уцелеть. 
Выписка из наградного листа на присвоение первого ордена Красного Знамени (орфография сохранена во всех документах):  
«…Командир звена лейтенант Горкунов за период военных действий с 11 декабря по 20 января 1942 г. имеет 12 боевых вылетов с налетом 29 часов. Экипаж тов. Горкунова является лучшим экипажем части. Самые трудные и ответственные задания поручались тов. Горкунову. 
5.1.42 г. часть получила боевое задание определить состояние ЧОНГАРСКОГО МОСТА и произвести разведку в глубоком тылу противника. На выполнение этого задания вылетел т. Горкунов. Несмотря на ясную безоблачную погоду тов. Горкунов искусно маневрируя достиг моста, мост прикрывался истребителями и зенитной артиллерией, несмотря на все препятствия и сильный огнь зенитной артиллерии экипаж точно определил состояние моста и умело маскируясь отдельными облаками благополучно возвратился на свой аэродром.
19.1.42 г. Производя разведку над полем боя экипаж был обстрелян огнем зенитных пулеметов, самолет при этом был сильно поврежден. Убедившись, что самолет управляемый тов. Горкунов продолжил вести разведку. На поврежденном самолете более 200 километров. Все боевые задания по разведке и уничтожении войск противника тов. Горкунов выполняет отлично…».
После расформирования отдельных эскадрилий в апреле 1942 года (в том числе и 152-й ОРАЭ) лейтенант Горкунов продолжает службу в должности заместителя командира эскадрильи 367 «а» отдельного разведывательного авиационного полка Черноморской группы войск Закавказского фронта.   
Выписка из наградного листа на присвоение второго ордена Красного Знамени: 
«…Заместитель командира эскадрильи лейтенант тов. Горкунов за период 2.5.42г. по 20.5.42г. имеет 13 боевых ночных вылета с налетом 27 часов. Все боевые задания по разведке и уничтожению войск противника выполнены. Благодаря большому умению, инициативе и выдержке при выполнении ночных боевых заданий экипаж тов. Горкунова добился большой эффективности результатов ночных налетов на объекты противника. 
2.5.42г. Экипаж получил задание разведать аэродромы противника в пунктах: Сейтлер, Ново-Царицино, Граматиково, Ислам-Терек и произвести бомбометание по указанным аэродромам. Метеообстановка в районе разведки и бомбометания была плохая. Тов. Горкунов отлично провел самолёт по нужным объектам. Все намеченные объекты были разведаны и бомбордированы. 
6.5.42г. Экипаж тов. Горкунова получил задание на разведку аэродрома Сарабуз и уничтожение материальной части противника на нём, несмотря на сильное противодействие зенитной артиллерии противника, прожекторов и патрулирование истребителей, тов. Горкунов благодаря настойчивости, выдержки, решительности и умению точно вывел самолёт на объект по заданному курсу. В результате бомбометания по подтверждению экипажа наблюдалось три очага пожара. Задание было выполнено. 
7.5.42г. Экипаж тов. Горкунова получил задание установить действие авиации противника на аэродроме Биюк-Онлар. При подходе к аэродрому тов. Горкунов дал машине полный газ, имитируя шум мотора вражеского самолёта. На аэродроме был дан посадочный знак и свет прожектора. Воспользовавшись выгодным положением, экипаж произвел точное бомбометание по аэродрому. По подтверждению экипажа на аэродроме Биюк-Онлар уничтожено 4 самолёта противника. Наблюдалось 4 очага пожаров и горящие самолёты. 
8.5.42г. Экипаж получил задание произвести разведку и бомбометание аэродрома и ст. Джанкой. Экипаж обнаружил на ст. Джанкой ж.д. состав. Несмотря на сильное противодействие зенитного огня противника и повреждения самолёта, тов. Горкунов продолжил вести самолёт на цель.В результате бомбометания уничтожено 2-3 вагона и 1 цистерна, что подтверждается другим экипажем. 
7.5.42г. Экипаж получил задание произвести бомбометание по материальной части противника на аэродроме Сарабуз, задание было выполнено, несмотря на сильное противодействие ЗА противника. На аэродроме наблюдалось 3 очага пожаров, что подтверждает ведомый экипаж. 
15.5.42г. Экипаж получил задание уничтожить матчасть противника на аэродроме Граматиково. Задание было выполнено отлично. Преодолевая трудные метеоусловия и при подходе к цели огонь ЗА противника, тов. Горкунов точно вывел самолёт на объект по заданному курсу. В результате бомбометания уничтожено 2 самолёта противника. Тов. Горкунов имеет 22 дневных боевых вылета, за что дважды представлен к правительственной награде…»
В июне 1942 года 367 «а» ОРАП расформировывается. Михаил Горкунов переходит в распоряжение 367-го скоростного бомбардировочного авиационного полка 132 бомбардировочной дивизии 5-й Воздушной армии Закавказского фронта в должности заместителя 2-й авиационной эскадрильи. 
В июне 1942 года в составе полка принимает участие в обороне Севастополя. С 18 по 30 июня экипаж Горкунова с аэродрома подскока Анапа выполняет боевые вылеты с целью бомбардировки вражеских позиций на высоте 164,9, в населенных пунктах Камары и Балаклава. В феврале 1943 года летчик получает медаль «За оборону Севастополя».  
В январе 1943 года за проявленные доблесть, мужество и отвагу в боях с фашистскими захватчиками капитан Горкунов представлен к высшей правительственной награде.
Выписка из наградного листа на представление звания Героя Советского Союза: 
«…Капитан Горкунов за период участия его на фронте Отечественной войны против немецких захватчиков лично произвел всего 144 боевых вылетов с успешным выполнением задания Командования, из них 111 вылетов ночью. Бомбардировками, произведенными экипажем тов. Горкунова, всего уничтожено и серьёзно повреждено 17 самолётов на аэродромах, 16 танков, 13 орудий, 13 пулемётов, 94 автомашины с грузом и войсками, 4 разных склада, 31 повозка, 2 транспорта, 3 переправы, 1 мост, 14 железнодорожных вагонов, уничтожено до двух рот пехоты и одного эскадрона конницы противника, вызвано 27 очагов пожара, 22 взрыва большой силы в районах сосредоточения техники и живой силы противника, на железнодорожных станциях, портах и аэродромах противника. 
Капитан Горкунов, как лучший разведчик полка, выполнил успешно ряд важных заданий Командования по воздушной разведке объектов противника, чем способствовал успешному выполнению боевых заданий полком. 
Как заместитель командира авиаэскадрильи, капитан Горкунов личным примером высокого летного мастерства, настойчивости, смелости, храбрости и умело используя свой большой боевой опыт, повседневно учит летный состав боевому искусству, смелости, настойчивости при выполнении боевых заданий. Авиаэскадрилья, где заместителем командира является т. Горкунов, за период участия на фронте Отечественной войны произвела всего 800 боевых самолётовылетов, из них 521 самолётовылетов ночью с успешным выполнением задач. 
Капитан Горкунов при выполнении боевых заданий Командования много раз совершал боевые подвиги, показывая подлинные образцы смелости, отваги, настойчивости, высокого летного мастерства и военной хитрости. 
8 мая 1942 года ночью выполняя боевое задание по уничтожению матчасти противника на аэродроме Беюк-Анлар, придя на цель и увидев работающие ночной старт и посадку самолётов на аэродром, тов. Горкунов стал на круг над аэродромом вместе с самолётами противника и, сделав 4 круга, после посадки 5 самолётов противника, снизился до 500 метров и поджег 4 самолёта противника на аэродроме. Самолёт т. Горкунова подвергся обстрелу ЗА и ЗП противника и получил 4 пробоины, но т. Горкунов набрав высоту 1000 метров и пилотируя над целью, поджег ещё 1 самолёт противника, идущий на посадку.За это успешное выполнение боевого задания т. Горкунов получил благодарность от командующего армии.
10 июля 1942 года ночью, при выполнении боевого задания по уничтожению матчасти противника на аэродроме Мариуполь, полет производился при сложных метеоусловиях (грозовая облачность, дождь).Над целью самолёт т. Горкунова был освещен семью прожекторами и сильно обстрелян ЗА и ЗП. Тов. Горкунов умелым маневрированием сумел обмануть противника, выйти из освещения прожекторов и обстрела ЗА и ЗП, снизился до 70 метров и огнем своих пулемётов обстрелял 5 прожекторов и их прислугу, подавил огонь двух зенитных пулемётов, а затем несколькими заходами, измотав средства ПВО, уничтожил 3 самолёта противника. 
12 июля 1942 года днем экипаж тов. Горкунова отличным бомбометанием вызвал 2 очага пожара и прямым попаданием бомб потопил транспортное судно противника в порту Мариуполь, что подтверждено фотоснимками и наблюдением других экипажей. 
19 июля 1942 года ночью экипаж т. Горкунова прямым попаданием бомб уничтожил переправу противника в 2 км. южнее Большая Калитва и большое количество техники и живой силы на переправе и этим, по подтверждению наземных войск, было сорвано наступление противника в указанном районе. 
19 ноября 1942 года экипаж т. Горкунова несколькими заходами уничтожил склад с боеприпасами в пункте Гунайка и изматывал противника. 
16 декабря 1942 года ночью экипаж т. Горкунова бомбардировкой уничтожил до 4 железнодорожных вагонов и разрушил железнодорожное полотно на станции Белореченская. 
За произведенные лично 144 боевых вылетов, из низ 111 вылетов ночью с успешным выполнением боевых заданий Командования на фронте Отечественной войны против немецких захватчиков и проявленные при этом смелость, мужество и геройство, капитан Горкунов М.С. достоин высшей правительственной награды – звания Героя Советского Союза…» 
Указом Президиума Верховного Совета СССР от 1 мая 1943 года за образцовое выполнение боевых заданий командования на фронте борьбы с немецко-фашистскими захватчиками и проявленные при этом мужество и героизм, капитану Горкунову Михаилу Степановичу  присвоено звание Героя Советского Союза с вручением ордена Ленина и медали «Золотая Звезда» (№1000). 
Награды были вручены Герою в Кремле 18 июня 1943 года. 
Приказом 4-й Воздушной армии Северо-Кавказского фронта от 9 мая 1943 года капитан Горкунов уже в должности командира 2-й авиаэскадрильи 367 БАП получает свой четвёртый орден.  
Выписка из приказа о награждении орденом Отечественной войны 2-й степени: 
«… 20.3.1943 выполняя боевое задание командования по уничтожению живой силы и техники противника в районе коса Чушка, несмотря ни на какое противодействия противника и плохие метеоусловия низкой облачности и дождя, неоднократным заходом на цель, изматывая силы ПВО противника, умелым маневром увлекая ПВО противника на свой маневр обеспечил бомбометание других экипажей. Измотав силы противника он отличным заходом на цель и бомбометанием уничтожил до 3-х автомашин и подавил огонь 3-х зенитных орудий противника. 
После представления к высшей Правительственной награде – званию Героя Советского Союза с января 1943 года по май месяц 1943 года, тов. Горкунов произвел 66 боевых вылетов ночью, с налетом 129 часов 25 минут. А всего за период участия в Отечественной войне, тов. Горкунов произвел 210 боевых вылетов, из них 177 ночью, с общим налетом 491 час 12 минут. 
25.3.1943г. – боевой вылет ночью на уничтожение материальной части противника на аэродроме Тамань. В результате бомбометания уничтожен 1 самолет противника. 
12.4.1943 года – боевой вылет ночью на уничтожение материальной части противника в районе 1.5 километра юго-западнее пункта Крымская. В результате бомбометания возник 1 большой очаг пожара и подавлен огонь 1-го артиллерийского орудия противника. 
17.4.1943 года – 2 боевых вылета ночью на уничтожение материальной части противника на аэродроме Анапа. В результате бомбометания уничтожен 1 самолет и повреждено 2 самолета противника на юго-восточной окраине аэродрома. 
28.4.1943 года – 2 боевых вылета ночью на уничтожение живой силы и техники противника в пункте Крымская. В результате бомбометания на северной окраине пункта возник 1 большой пожара и 2 больших взрыва…» 
В июне 1943 года командование дивизии, учитывая исключительно высокое летное мастерство Горкунова, намеревалось направить его на учёбу в Военно-воздушную академию имени Жуковского. Однако летчик отказался от этого предложения: «Прошу пока этого не делать. Я не смогу спокойно заниматься до тех пор, пока мы не уничтожим проклятых оккупантов. Мой долг сражаться с фашистами!» 
20.07.1943 г. 367-й БАП, воевавший на самолётах СБ, был расформирован (Директива Генерального Штаба Красной Армии № 513338 от 18.07.43 г.). Капитан Горкунов переведен в 63-й БАП (вооруженный самолётами Бостон).
Безусловно, таким отважным летчиком гордились командование и сослуживцы. В боевой характеристике 132-й ночной бомбардировочной авиационной дивизии от 1.8.43 в разделе «Политико-моральное состояние личного состава» читаем: «Имена отважных летчиков и штурманов Героев Советского Союза т.т. ГОРКУНОВА, ЧЕСНОКОВА, НАЗИНА, ДЕЙНЕКО и ГОРБУНОВА известны не только личному составу дивизии, а далеко за ее пределами. Эти товарищи являются гордостью дивизии, ибо они ее воспитанники…». 
Но смертельно опасной и дерзкой боевой работе не суждено было продолжиться дальше. 6 декабря 1943 года отважный летчик не вернулся из полета. Как и тысячи солдат Великой Отечественной, он ушёл из жизни, не успев вдохнуть пьянящий воздух весны 1945.
В ночь с 5-го на 6 декабря 1943 года при выполнении боевого задания  по бомбардировке войск и артиллерии противника на высоте 56.8 южнее Керчи экипаж капитана Горкунова в составе штурмана звена лейтенанта Базового Александра Васильевича, начальника связи АЭ ст. сержанта Делевого Тимофея Максимовича и воздушного стрелка ст. сержанта Селявина Григория Петровича не вернулся с боевого задания. 
Награждён орденом Ленина и медалью «Золотая Звезда» (№1000), двумя орденами Красного Знамени, орденом Отечественной войны 2-й степени (№15897 от 9.5.43г.), медалью «За оборону Севастополя». 
Его именем названа одна из улиц поселка Красногорка  недалеко от города Краматорск. В селе Надеждино в школе, которая носит имя Героя, установлен его бюст. В Краснодарском парке 30-летия Победы 9 мая 1985 года был открыт Памятник Героям Советского Союза, удостоенным этой высокой воинской награды за мужество и отвагу в боях с фашистскими захватчиками на Кубани. На памятной стеле запечатлено имя Горкунова М.С.
Михаил Степанович Горкунов. Сайт «Герои страны».